# Национальные операции НКВД

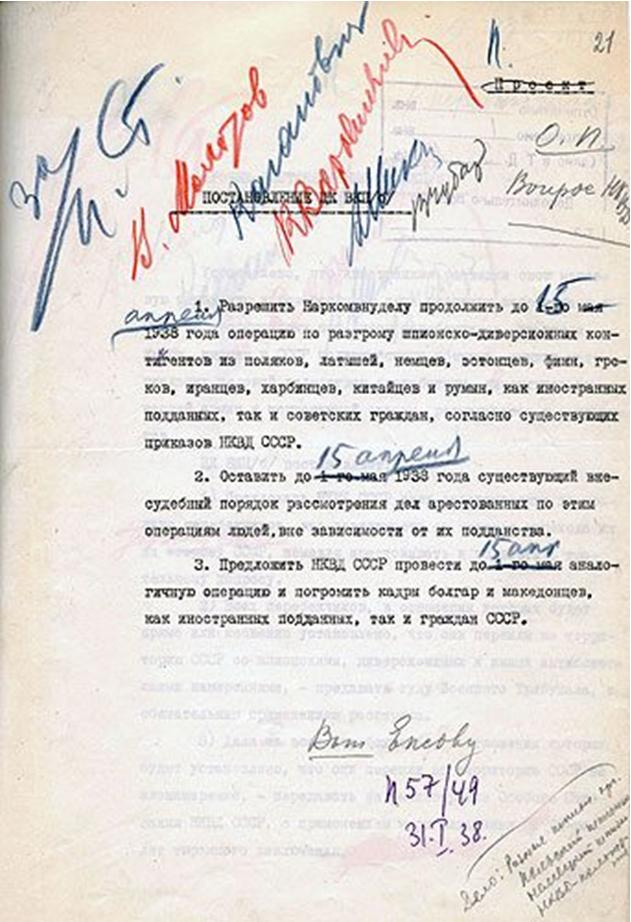
«Постановление ЦК ВКП(б):
1. Разрешить Наркомвнуделу продолжить до 15 апреля 1938 года операцию по разгрому шпионско-диверсионных контингентов из поляков, латышей, немцев, эстонцев, финн, греков, иранцев, харбинцев, китайцев и румын, как иностранно-подданных, так и советских граждан, согласно существующих приказов НКВД СССР.
2. Оставить до 15 апреля 1938 года существующий внесудебный порядок рассмотрения дел арестованных по этим операциям людей, вне зависимости от их подданства.
3. Предложить НКВД СССР провести до 15 апреля аналогичную операцию и погромить кадры болгар и македонцев, как иностранных подданных, так и граждан СССР».
Подписи: «За» Сталин, Молотов, Каганович, Ворошилов, Микоян, Чубарь // 31 января 1938 года

Национальные операции НКВД — серия массовых репрессивных кампаний, проводившихся органами НКВД в период Большого террора 1937—1938 годов и направленных в основном против лиц иностранных для СССР национальностей (поляков, немцев, латышей, литовцев, эстонцев, финнов, греков, румын, болгар, китайцев, иранцев, афганцев и других). Отдельная операция развернулась против русских харбинцев. Одна из трёх массовых операций «ежовщины», наряду с «кулацкой» и «милицейской».
Целью «национальных операций» заявлялась борьба с диверсионно-повстанческими и шпионскими кадрами разведок капиталистических стран. С августа 1937 по ноябрь 1938 года в рамках всех «национальных операций» было осуждено 335 513 человек, из них приговорено к расстрелу 247 157 человек, то есть 73,66 % от общего числа осуждённых. Несмотря на то, что среди арестованных и осуждённых чётко просматривается этнический аспект, жертвами репрессий по «национальным линиям» становились также представители иных наций, в том числе «титульных»: русские, украинцы, белорусы. Согласно данным общества «Мемориал», репрессии по «немецкой линии» были минимальными среди поволжских немцев, поскольку они не воспринимались как иностранцы. И наоборот, репрессиям подверглись этнические русские из числа служащих КВЖД («харбинцы»), значительное время проведшие за границей.

## Предыстория
Уже с начала 1920-х годов СССР находился в ожидании большой войны и новой иностранной интервенции (см. также Иностранная военная интервенция в России и Военная тревога 1927 г.). В таких условиях к концу 1930-х годов согласно механизму коллективной ответственности под подозрения подпали вообще все поголовно лица «иностранных» для СССР национальностей, которые воспринимались, как база для шпионской и диверсионной деятельности иностранных разведок и как среда, потенциально нелояльная советскому режиму. Сотрудники НКВД начали целенаправленный поиск шпионов и «вредителей» среди представителей западных нацменьшинств задолго до Большого террора, ещё в 1934 году. Параллельно шли аресты лютеранского и католического духовенства. Пропаганда внедряла в советское общество мысль о всеобщем вредительстве и «вездесущности западных шпионов», о наличии в СССР «пятой колонны».

## Хронология
| Дата                  | Событие |
| --------------------- | --- |
| 9 марта 1936 года     | В соответствии с постановлением Политбюро ЦК ВКП(б) «О мерах, ограждающих СССР от проникновения шпионских, террористических и диверсионных элементов» усложняется въезд в страну политэмигрантов и создаётся комиссия для чистки международных организаций на территории СССР. |
| Март 1937 года        | Начало активного «выдавливания» иностранцев из СССР. Постановлением Политбюро отказано в продлении вида на жительство проживающим в Западной Сибири иностранцам, в первую очередь гражданам Германии, Японии и Польши. Начинаются массовые аресты лиц, контактировавших с иностранными дипломатами. |
| 25 июля 1937 года     | Ежов подписал и ввёл в действие по телеграфу приказ № 00439, которым обязал местные органы НКВД в 5-дневный срок арестовать всех германских подданных, в том числе и политических эмигрантов, работающих или ранее работавших на военных заводах и заводах, имеющих оборонные цеха, а также железнодорожном транспорте, и в процессе следствия по их делам «Добиваться исчерпывающего вскрытия неразоблачённой до сих пор агентуры германской разведки». В августе — сентябре 1937 г. по указанию Ежова начались репрессии против советских немцев, которые проводились по образцу «польской операции». Всего по «немецкой линии» были осуждено 55 005 чел., из них 41 898 чел. к расстрелу. |
| 11 августа 1937 года  | Ежов подписал приказ НКВД № 00485, которым предусматривалось начать с 20 августа широкую операцию, направленную на полную ликвидацию местных организаций «Польской организации войсковой» и закончить её в трёхмесячный срок. «Польская операция» стала крупнейшей из аналогичных ей «национальных»: итого по ней осуждено 139 815 чел., из них 111 071 к расстрелу. |
| 17 августа 1937 года  | Приказ о проведении «румынской операции» в отношении эмигрантов и перебежчиков из Румынии в Молдавию и на Украину. Осуждено 8292 чел., в том числе приговорено к расстрелу 5439 чел. |
| 22 августа 1937 года  | Выпущен приказ НКВД «Об иностранцах», потребовавший прекратить продление видов на жительство гражданам 21 страны безусловно, и ещё 10 стран «при наличии компрометирующих материалов». |
| 20 сентября 1937 года | Приказ наркома внутренних дел СССР № 00593 о проведении операции против харбинцев. |
| 30 ноября 1937 года   | Телеграмма Ежова № 49990 с приказом о проведении так называемой «латышской операции». Осуждено 21 300 чел., из которых 16 575 чел. расстреляны. |
| 11 декабря 1937 года  | Телеграмма Ежова № 50215 с приказом о проведении так называемой «греческой операции». |
| 14 декабря 1937 года  | Директива НКВД о распространении репрессий по «латышской линии» на эстонцев, литовцев, финнов, а также болгар. По «эстонской линии» осуждено 9735 чел., в том числе к расстрелу приговорено 7998 чел., по «финской линии» осуждено 11 066 чел., из них к расстрелу приговорено 9078 чел. |
| 29 января 1938 года   | Директива НКВД об «иранской операции». Осуждено 13 297 чел., из которых 2046 приговорены к расстрелу. |
| 31 января 1938 года   | Постановление Политбюро ЦК ВКП(б) о продлении национальных операций до 15 апреля 1938 года. |
| 1 февраля 1938 года   | Директива НКВД о «национальной операции» в отношении болгар и македонцев. |
| 16 февраля 1938 года  | Директива НКВД об арестах по «афганской линии». Осуждено 1557 чел., из них 366 приговорено к расстрелу. |
| 23 марта 1938 года    | Постановление Политбюро ЦК ВКП(б) об очищении оборонной промышленности от лиц, принадлежащих к национальностям, в отношении которых проводятся репрессии. |
| 26 мая 1938 года      | Постановление Политбюро ЦК ВКП(б) о продлении национальных операций до 1 августа 1938 года. |
| 24 июня 1938 года     | Директива Наркомата Обороны об увольнении из РККА военнослужащих национальностей, не представленных на территории СССР |
| 15 сентября 1938 года | Постановление Политбюро ЦК ВКП(б) о создании особых троек для рассмотрения дел в отношении лиц, арестованных по национальным линиям до 1 августа 1938 года. |

Согласно этим и другим документам репрессиям должны были подвергнуться: немцы, румыны, болгары, поляки, финны, норвежцы, эстонцы, литовцы, латыши, пуштуны, македонцы, греки, персы, мингрелы, лакцы, курды, японцы, корейцы, китайцы, карелы и др. Вместе с тем «национальные линии» распространялись только на «иностранные» для СССР национальности.

## Механизм репрессий
Никаких разнарядок по национальным операциям, в отличие от «кулацкой» операции, не давалось: начальникам местных органов НКВД предоставлялась свобода действий.
Приказ НКВД № 00485 установил «альбомный порядок» проведения всех национальных операций. Обвинительные заключения на арестованных с рекомендованными мерами наказания, подписанные местной «двойкой» (начальник местного НКВД и прокурор) раз в 10 дней сброшюровывались и отправлялись с мест в Москву для утверждения, сшитые в альбомы. Далее в центральном аппарате НКВД составлялись протоколы заседаний «Комиссии НКВД СССР и прокурора Союза ССР», которые подавались на подпись Н. И. Ежову и А. Я. Вышинскому. В постановляющей части протокола имелось две колонки: в левой до середины октября 1937 года указывали только фамилию, имя и отчество осужденного, затем добавили год и место рождения, с середины мая 1938 года — подданство. В правой колонке, напротив анкетных данных обвиняемого, прописными буквами указывалось принятое решение, в том числе: расстрелять, заключить в исправтрудлагерь на … лет, отправить дело на доследование, передать в суд Военной Коллегии Верховного суда СССР или в другую судебную инстанцию (военный трибунал, местный суд), передать под гласный надзор и т. д..
В сентябре 1938 года, когда в Москве скопились данные о десятках тысяч следственных дел по «национальным операциям», во всех республиках, краях и областях Приказом НКВД № 00606 от 17 сентября 1938 г. для их рассмотрения альбомный порядок отменили и были образованы «особые тройки» в составе начальника регионального отделения НКВД, прокурора и партийного руководителя региона. Им требовалось завершить рассмотрение дел за два месяца, а согласовывать свои решения с центром уже не требовалось.
В итоге по «национальным» приказам № 00485 и № 00593 Комиссия НКВД СССР и прокурора Союза ССР осудила 235 122 человека, из которых 172 830 человек приговорила к расстрелу. 9529 человек были высланы из СССР, 7777 подвергнуты высылке в пределах страны, 37 619 дел были переданы на доследование, 12 903 человека освобождены. Решения по делам весьма различались от региона к региону: если в Новосибирской области местное следствие осудило 6067 чел., из которых 5890 чел., или 97 %, предлагалось приговорить к высшей мере наказания, 148 чел (2 %). — к исправительно-трудовым лагерям (ИТЛ), то на Алтае соответственно Комиссия НКВД и Прокуратура СССР снизили количество осуждённых к ВМН до 1005 чел. (79 % рассмотренных дел), в Омской области к ВМН были приговорены 439 (43,6 %) из проходивших в рамках национальных операций 1066 человек.
С 25 августа 1937 года, когда был подписан первый альбом, и до 17 ноября 1938, в «альбомном порядке» и Особыми тройками по всем национальным операциям были рассмотрены дела на 346 713 человек, из которых осуждено 335 513 человек, в том числе приговорено к расстрелу 247 157 человек, то есть 73,66 % от общего числа осуждённых.
В телеграфной переписке сотрудники НКВД использовали кодированный язык: например, заключённых именовали «бланками», а сведения о расстрелах маскировались фразами о «забое скота». Например, начальник КРО УНКВД по Иркутской области А. Н. Троицкий в марте 1938 года писал своему помощнику Б. П. Кульвецу в Бодайбо о массовых арестах так: «Развёртывайте закупки по всем линиям шире». На это Кульвец рапортовал: «Закуплено 900 голов скота. Забито на мясо 280 дел. Скот продолжает с мест прибывать. Очевидно, ближайшие 3—4 дня будет тысяча с лишним голов. Следовательно, до 10 марта произвести забой закупленного скота не успею». Отвечая, Троицкий уже не шифровался: «Вам послали приговора по тройке на 326 человек по первой категории, проводите их в жизнь — вот вам некоторая разгрузка».

## Греки
| Область             | Кол. жертв, чел. |
| ------------------- | ---------------- |
| Донецкая область    | 4500—4600        |
| Одесская область    | 250—300          |
| Запорожская область | 100—200          |
| Харьков             | 50—70            |
| Киев                | 30—40            |
| Другие регионы      | 100—150          |

Начало репрессиям положила директива № 50215 от 11 декабря 1937 года за подписью народного комиссара внутренних дел СССР Н. И. Ежова. Она сообщала, что органы НКВД разоблачили и должны немедленно ликвидировать широкую сеть греческих националистических, шпионско-диверсионных, повстанческих, вредительских организаций, конечной целью которых является ликвидация советской власти в местах компактного проживания греков на территории Советского Союза и установления буржуазного государства фашистского типа. 15 декабря 1937 года волна арестов прошла над Грузией, Крымом, Донецкой и Одесской областями Украины, Краснодарским краем и Азербайджаном. За первые десять дней операции в республиках Советского Союза арестовали около 8000 греков.
Оперируя приблизительными цифрами, Иван Джуха называет 5000—6000 жертв «греческой операции» на Украине.
Операция проходила до 15 апреля 1938 года.
На Кубани было арестовано около 5200 лиц греческой национальности, среди репрессированных 92-94 % расстреляны.

## Китайцы
В 1937—1938 годах органы НКВД проводили массовые аресты китайцев. Многие были расстреляны, включая десятки китайцев, бежавших в СССР после оккупации Маньчжурии Японией в 1931 году и интернированных с 1931 года в Хакасии. В мае-июле 1938 года 7,9 тыс. китайцев с Дальнего Востока были депортированы из СССР в Синьцзян. Не пожелавшие вернуться в Китай и принявшие советское гражданство китайцы были переселены в Кур-Урмийский район Дальневосточного края (1,9 тыс. человек), ещё 1,4 тыс. человек были высланы в Казахстан.

## Корейцы
В 1937 была осуществлена депортация корейцев, китайцев с Дальнего Востока. Руководить этой акцией назначили: начальника ГУЛАГа и отдела НКВД по переселению людей М. Д. Бермана, полпреда НКВД по Дальнему Востоку Г. С. Люшкова, зам. начальника ГУЛАГа И. И. Плинера и всех заместителей и помощников Люшкова. По воспоминаниям переживших депортации корейцев людей насильно загоняли в вагоны и грузовики и 5—8 недель везли в Казахстан и Узбекистан, во время пути люди вымирали от голода и болезней.

## Латыши
В ноябре 1937 года начальник УНКВД по Смоленской области А. А. Наседкин доложил Ежову о существовании некоего «Латышского национального центра». Наседкин попросил разрешения арестовать 500 латышей из 5000 находившихся на оперативном учёте, на что Ежов ответил: «Чепуха, я согласую с ЦК ВКП(б), и надо будет пустить кровь латышам — арестуйте не менее 1500—2000 человек, они все националисты».
23 ноября 1937 года Наседкин выступил в Кремле перед членами Политбюро с докладом о вскрытой им контрреволюционной латышской организации, после чего были арестованы такие видные латыши, как Я. И. Алкснис, Я. К. Берзин, Я. Х. Петерс, М. И. Лацис, И. И. Вацетис. Через несколько дней Ежов сообщил Наседкину, что операция согласована со Сталиным, и предложил до выхода официального приказа приступить к арестам руководителей латышских сельсоветов и колхозов, политэмигрантов из Латвии, членов местных отделений культурно-просветительского общества «Прометей», общества латышских стрелков, Латышского национального театра и т. д. На вопрос Наседкина, можно ли арестовывать при отсутствии компрометирующих материалов, Ежов ответил: «Материал добудете в ходе следствия».
По всей территории СССР репрессии против латышей начались с шифротелеграммы Ежова № 49990 от 30 ноября 1937 года. Латышская операция, как и прочие национальные операции, проводилась по образцу польской операции.
Из показаний арестованного начальника 3-го отдела УНКВД Московской области А. О. Постеля:

«С прибытием Заковского массовые аресты так называемой „латышской организации“, которые заранее определялись по контрольным цифрам на арест по каждому отделу на каждый месяц в количестве 1000—1200 чел., превратилась в буквальную охоту за латышами и уничтожение взрослой части мужского латышского населения в Москве, так как доходили до разыскивания латышей по приписным листкам в милиции. Установки Заковского „бить морды при первом допросе“, брать короткие показания на пару страниц об участии в организации и новых людях и личные примеры его в Таганской тюрьме, как нужно допрашивать — вызвали массовое почти поголовное избиение арестованных и вынужденные клеветнические показания арестованных не только на себя, но на своих знакомых, близких, сослуживцев и даже родственников».
«Во время разворота латышской операции Каверзнев получил задание громить латышский клуб со всеми его ответвлениями, и при наличии контрольных цифр на арест липаческие дела Каверзнева развернулись больше чем у всех, и он был первым ударником и аресты латышей превратил в буквальную охоту на людей латышской нации. Чтобы не тратить времени на аресты невинных латышей путём даже допросов и дать липаческие протоколы арестованных, которые часто сами сознавались, но никого не называли за отсутствием знакомых латышей — Каверзнев ускорил этот технический процесс тем, что взял списки всех членов латышского клуба, в большинстве рабочих, партийных и беспартийных многих заводов, и аресты производил сейчас же, только после установки их в Москве».

Из показаний арестованного начальника 3-го отдела 3 управления НКВД СССР А. П. Радзивиловского:

«Здесь же я спросил Ежова как практически реализовать его директиву о раскрытии а/с подполья среди латышей, он ответил, что стесняться отсутствием конкретных материалов нечего, следует наметить несколько латышей из членов ВКП(б) и выбить из них необходимые показания:
„С этой публикой не церемоньтесь, их дела будут рассматриваться альбомным порядком. Надо доказать, что латыши, поляки и др., состоящие в ВКП(б), шпионы и диверсанты“.
Выполняя это указание Ежова, я и все другие начальники УНКВД сделали одно из самых черных дел — огульно уничтожая каждого из числа латышей, поляков и др. национальностей, входящих в ВКП(б).
Все показания о их якобы антисоветской деятельности получались, как правило, в результате истязаний арестованных, широко применявшихся как в центральном, так и в периферийных органах НКВД».
«Фриновский рекомендовал мне, в тех случаях, если не удастся получить признания от арестованных, приговаривать их к расстрелу, даже на основе косвенных свидетельских показаний или просто непроверенных агентурных материалов».

На 10 сентября 1938 года по «латышской линии» Комиссией НКВД и прокурора СССР рассмотрено 17 851 дело, в результате чего приговорено к расстрелу 13 944 человека.
Всего в рамках латышской национальной операции осуждены 21 300 человек, из которых 16 575 человек расстреляны.

## Немцы
Хотя директива Ежова об арестах «германских подданных» датируется 25 июля 1937 года, собственно немецкая операция, проводившаяся по образцу польской, началась уже после выхода приказа № 00485. Сначала репрессиям подвергались традиционные «подозрительные» контингенты: политэмигранты, перебежчики, бывшие военнопленные, получатели писем и посылок из Германии, посетители германских консульств, участники эмигрантского и культурно-национального движения и т. д. С исчерпанием картотек по этим категориям работники НКВД начали арестовывать людей из-за их немецкой национальности или по подозрению в принадлежности к таковой. Арестованным рисковал оказаться любой, у кого, по мнению чекистов, была немецкая фамилия. Следователи НКВД Украины заявили на допросе следующее: «Была установка Успенского о том, чтобы выбить базу у польской и немецкой разведок, […] надо арестовывать поляков и немцев независимо от того, достаточно ли на них материалов для ареста. На этом основании при составлении справок на аресты поляков и немцев доминирующую роль играла их национальность»
Интересно, что репрессии по «немецкой линии» в отношении жителей АССР немцев Поволжья были не настолько масштабны, в сравнении с рядом других образований, где немцев проживало значительно меньше. Российские историки Н. Охотин и А. Рогинский объясняют это тем, что согласно сталинско-ежовской логике они были «своими» немцами, компактно проживавшими на официально закреплённой за ними территории, и поэтому репрессировались в основном в рамках «кулацкой» операции. Кроме того, масштабы репрессий по национальным операциям во многом зависели от личной жестокости руководителя местных органов НКВД.
Всего в рамках «немецкой операции» было арестовано 65—68 тыс. человек, осуждено 55 005, из них: казнено — 41 898, приговорены к различным срокам, ссылке и высылке — 13 107.
Некоторые эмигранты из Германии высылались в нацистскую Германию. Так, Эрнст Фабиш, который был членом молодёжной организации КПГ, был в январе 1938 года депортирован в Германию, на границе был арестован гестапо и после пяти лет заключения в 1943 году был убит в концлагере Освенцим (Аушвиц).
| 1935 | 2253   |
| 1936 | 1275   |
| 1937 | 45 302 |
| 1938 | 56 663 |
| 1939 | 600    |

## Поляки
Особым размахом отличались репрессии в отношении поляков. Согласно рассекреченным данным Центрального Архива ФСБ, в 1937—1938 годах органами НКВД было обнаружено 102 тысячи «польских шпионов». Согласно рассекреченным данным Центрального военного архива в Варшаве, весь штат польской заграничной резидентуры (для всех стран) в 1937—1938 годах составлял не более 200 человек. Кроме того, львиная доля шпионов вообще была вскрыта в Сибири, хотя, согласно польским архивным данным, реальные резиденты располагались в Москве, Ленинграде, Минске, Киеве, Харькове и Тбилиси.

Если судить по чисто внешним параметрам, то отличительная черта польской от других национальных операций не в проценте расстрелянных, а в масштабе арестов. Она была не только первой, но и самой крупной из всех национальных операций по числу жертв. Это может быть объяснено многими причинами: тем, что Польша на всем протяжении 1920-х — 1930-х годов безусловно ощущалась самым опасным из государств — непосредственных соседей, что существовал глубоко укоренившийся миф об особом коварстве Польши, что перебежчиков из Польши было в СССР намного больше, чем из любой другой страны, что из «национальностей иностранных государств» (термин, широко используемый в документах НКВД 1937—1938 гг.) поляков в СССР также проживало намного больше, чем других (за исключением немцев, конечно, но у «немецкой операции» была своя серьёзная специфика, и она — предмет особого рассмотрения), из чего — по логике 1937—1938 гг. — неминуемо следовал вывод, что и база у польской разведки в СССР должна быть значительно шире, чем у других разведок, и т. д.
Меньше всего массовость репрессий по «польской линии» определялась какой-то специальной личной нелюбовью Сталина к полякам. Дело было не в поляках как таковых, а в Польше. Аналогичным образом обстояло дело и с другими национальными операциями (иначе нам пришлось бы говорить о специальной нелюбви Сталина к латышам, финнам, эстонцам, афганцам и т. д.). Национальные операции были проведены «по линиям» практически всех стран «враждебного окружения» (дополнительный принцип — значительность соответствующей «иноколонии» в СССР), но не национальность в них была критерием «преступности» (хотя всегда — основанием для подозрений), а рождение или проживание в такой стране или наличие любого вида связи с ней.

 Польский историк Пеплонский утверждает на основе документальных данных, что никакой особенной ненависти у Сталина к полякам не было.
В архивах имеются свидетельства о ряде случаев, когда арестованных русских, украинцев и белорусов заставляли «сознаться» в том, что они якобы являются поляками. Арестованные очень часто осуждались за принадлежность к Польской организации войсковой, которая в действительности ещё в 1918 году вошла в состав Войска Польского (польской армии), а на территории Украины окончательно прекратила свою деятельность в 1921 году. Кроме того, репрессии с огромной силой обрушились на политэмигрантов, бежавших в СССР после поражения революции в своих странах. В. Г. Кривицкий в своих мемуарах приводит пример политэмигранта поляка Домбаля, во время вторжения Красной Армии в Польшу в 1919 году выступившего с её поддержкой и немедленно арестованного. Через три года он был обменян большевиками на арестованных польских заложников, и с триумфом прибыл в Москву, однако в 1936 году был арестован и расстрелян как «агент» польской военной разведки.
В приказе НКВД № 00485 от 11 августа 1937 года было указано:

Аресту подлежат:
а) Выявленные в процессе следствия и до сего времени не разысканные активнейшие члены ПОВ по прилагаемому списку;
б) все оставшиеся в СССР военнопленные польской армии;
в) перебежчики из Польши, независимо от времени перехода их в СССР;
г) политэмигранты и политобменённые из Польши;
д) бывшие члены ППС и других польских антисоветских политических партий;
е) наиболее активная часть местных антисоветских националистических элементов польских районов. 
| Национальность | Число осуждённых |
| -------------- | ---------------- |
| поляки         | 20 147           |
| белорусы       | 5215             |
| украинцы       | 4991             |
| русские        | 3235             |
| евреи          | 1122             |
| немцы          | 490              |
| литовцы        | 396              |
| латыши         | 271              |
| эстонцы        | 112              |
| чехи           | 87               |
| цыган          | 76               |
| австрийцы      | 59               |
| болгары        | 53               |
| венгры         | 47               |
| румыны         | 29               |
| греки          | 27               |
| молдаване      | 26               |
| татары         | 23               |
| прочие         | 362              |
| всего          | 36 768           |

Репрессиям по «польской линии» подвергались не только поляки, но и люди других национальностей имеющие польские фамилии, поэтому отождествлять понятия «поляки» и «польская операция» было бы ошибочно. 16 мая 1938 года НКВД СССР приказал местным органам включать в свои отчёты данные о национальном составе арестованных.
Национальный состав осуждённых по «польской линии» в сентябре-ноябре 1938 года.
По этому приказу по состоянию на 10 сентября 1938 года было осуждено 103 489 чел., в том числе приговорено к расстрелу 84 471 чел, а всего, осуждено 139 835, в том числе приговорено к расстрелу 111 091 человек. Это самая массовая национальная операция НКВД в рамках «Большого террора». В заключении оказалось 16 % всех проживавших в стране поляков.

## Финны
Хотя официальной директивы о начале «финской операции» выпущено не было, органы НКВД Ленинградской области и Карелии начали «чистить» финнов по собственной инициативе уже в сентябре-октябре 1937 года. При этом чекисты руководствовались приказом НКВД № 00485 о польской национальной операции. Нарком внутренних дел Карельской АССР К. Я. Тенисон, понимая, что на репрессиях против поляков, немцев и латышей, которых в Карелии было ничтожно мало, карьеры не сделать, засыпал Ежова жалобами на отсутствие официальных директив по финнам. В итоге «добро» из центра на репрессии было получено, и в декабре 1937 года в Москву были отосланы первые альбомы на финнов, обвиняемых в шпионской и диверсионной деятельности. По первым девяти альбомам были осуждены 900 человек, из них 727 (80,8 %) — к расстрелу. К концу февраля 1938 года из районных отделов НКВД КАССР лавиной хлынули списки финнов, подлежащих аресту. В основных местах проживания финского населения — Прионежском, Кондопожском, Калевальском, Пряжинском районах, столичном Петрозаводске — аресты «подозрительных лиц» происходили ежедневно, нередко прямо на улицах. С таких крупных карельских предприятий, как Кондопожский бумажный комбинат и Петрозаводская лыжная фабрика, арестованных финнов увозили грузовиками. В сентябре-октябре 1938 года особыми тройками по «финской линии» осуждены ещё 1805 человек (из них 1499 человек (83 %) — финны), из которых 1708 человек (94,6 %) расстреляны. Репрессии по «финской линии» достигли такого размаха, что финны составили свыше 40 % всех репрессированных в Карелии в 1937—1938 годах (при их численности в 3,2 % от населения КАССР).

## Дело Кульвеца
В начале 1938 года в Бодайбинский район Иркутской области выехала оперативная группа во главе с помощником начальника 3-го отдела УГБ НКВД Иркутской области Б. П. Кульвецом. Старший лейтенант госбезопасности Кульвец Борис Петрович уже успел «разоблачить» в Иркутске, помимо прочих врагов народа, «панмонгольскую диверсионно-разведывательную повстанческую организацию» из 127 человек.
Сотрудник НКВД Комов показал: «В первый же день приезда Кульвеца было арестовано до 500 человек. Аресты были произведены исключительно по национальным и социальным признакам, без наличия абсолютно каких-либо компрометирующих материалов. Как правило, китайцы и корейцы арестовывались все без исключения, из кулацких посёлков брались все, кто мог двигаться». (Дело Кульвеца, т. I, л. д. 150—153).
В показаниях сотрудника НКВД Турлова об этом сказано: «Весь оперативный состав по требованию Кульвеца представил свой учёт. Мной передан Кульвецу список лиц иностранного происхождения, примерно на 600 человек. Здесь были китайцы, корейцы, немцы, поляки, латыши, литовцы, финны, мадьяры, эстонцы и т. п.
Арест производился на основании этих списков…
Особенно безобразно проходили аресты китайцев и корейцев. На них по городу Бодайбо делались облавы, устанавливали их квартиры, высылали людей на арест с установкой арестовать поголовно всех китайцев и корейцев…
В марте месяце Кульвец, придя в кабинет, где сидели Бутаков и я, сказал: вы мне доложили, что арестовали всех китайцев. Вот я сегодня шёл по улице и видел двух китайцев и предложил их арестовать». (Дело Кульвеца, т. I, л. д. 156).
Ярким свидетельством проводимой операции является рапорт самого Кульвеца на имя начальника УНКВД, в котором говорится: «Немецкая разведка — по этой линии дела у меня плохие. Правда, вскрыта резидентура Шварц… но немцы должны вести дела посерьёзнее. Постараюсь раскопать. Финская — есть. Чехославацкая — есть. Для полной коллекции не могу разыскать итальянца и француза…
Китайцев подобрал всех. Остались только старики, хотя часть из них, 7 человек, изобличаются как шпионы и контрабандисты.
Я думаю, что не стоит на них тратить время. Уж слишком они дряхлые. Наиболее бодрых забрал». (Дело Кульвеца, т. I, л. д. 192).
Арестованных избивали и вымогали от них показания на других лиц. На основании этих показаний, без какой-либо их проверки, производили новые массовые аресты.
О том, как велось следствие, свидетель Грицких показал: «Кульвец ввёл новый метод следствия, то есть так называемую „выстойку“. Человек 100—150 сгоняли в одну комнату, всех их ставили лицом к стене и по несколько дней не разрешали садиться и спать до тех пор, пока арестованные не давали показаний.
Там же среди арестованных находился стол и письменные принадлежности. Желающие давать показания писали сами, после чего им разрешалось спать». (Дело Кульвеца, т. I, л. д. 142—143).
Наряду с применением к арестованным мер физического воздействия практиковалась грубая фальсификация следственных документов. Характерны в этом отношении следующие показания Турлова: «Ещё хуже обстояло дело с допросом китайцев, корейцев и других национальностей, массовые и поголовные аресты которых были произведены в марте 1938 года. Большинство из этих национальностей не владели русским языком. Переводчиков не было, протоколы писались также без присутствия обвиняемых, так как они ничего не понимали…» (Дело Кульвеца, т. I, л. д. 157).

«Только сегодня 10-го марта получил решение на 157 человек. Вырыли 4 ямы. Пришлось производить взрывные работы, из-за вечной мерзлоты. Для предстоящей операции выделил 6 человек. Буду приводить исполнение приговоров сам. Доверять ни кому не буду и нельзя. Ввиду бездорожья можно возить на маленьких 3-х — 4-х местных санях. Выбрал 6 саней. Сами будем стрелять, сами возить и проч. Придётся сделать 7-8 рейсов. Чрезвычайно много отнимет времени, но больше выделять людей не рискую. Пока всё тихо. О результатах доложу.»
«Что бы не читали машинистки пишу Вам не печатно. Операцию по решениям Тройки провёл только на 115 человек, так как ямы приспособлены не более, чем под 100 человек». «Операцию провели с грандиозными трудностями. При личном докладе сообщу более подробно. Пока всё тихо и даже не знает тюрьма. Объясняется тем, что перед операцией провёл ряд мероприятий обезопасивших операцию. Также доложу о них при личном докладе».
— Доклады Б. П. Кульвеца УНКВД по Иркутской области
Итогом бурной деятельности Кульвеца в 1937—1938 годах стали аресты в общей сложности всего до четырёх тысяч человек, и расстрел в Бодайбо в 1938 году 938 человек. После ареста Ежова за подобные «перегибы» Кульвец с окончанием чистки сам был арестован. Арест произошёл в Киеве, где Кульвец находился в командировке; из Киева обратно в Иркутск он был доставлен уже в вагонзаке.
В тюрьме Кульвец написал множество заявлений с напоминаниями о своих заслугах, и объявлял голодовки, при этом тайком ел под одеялом сухари. Согласно заключению психиатров, он «умело имитировал сумасшествие». Уже в мае 1941 года был приговорён к расстрелу с формулировкой «бывший эсер и белогвардейский прислужник, японский шпион и диверсант, харбинский прихвостень, готовивший убийство руководства Иркутской области, взрывы на Транссибирской магистрали с целью отторжения Дальнего Востока в пользу Японии», однако 30 июня 1941 года приговор был заменён на 10 лет лагерей. Через 3 года Кульвец вышел на свободу, его дальнейшие следы теряются.